# Vincenzo Mantovani
Vincenzo Mantovani (conocido como Cencio Mantovani; Castel d'Ario, 17 de octubre de 1941–Suzzara, 21 de octubre de 1989) es un deportista italiano que compitió en ciclismo en la modalidad de pista, especialista en la prueba de persecución por equipos.
Participó en los Juegos Olímpicos de Tokio 1964, obteniendo una medalla de plata en la prueba de persecución por equipos (junto con Franco Testa, Carlo Rancati y Luigi Roncaglia).
Ganó dos medallas de plata en el Campeonato Mundial de Ciclismo en Pista, en los años 1964 y 1965.

## Medallero internacional
| Juegos Olímpicos   | Juegos Olímpicos       | Juegos Olímpicos | Juegos Olímpicos            |
| Año                | Lugar                  | Medalla          | Competición                 |
| ------------------ | ---------------------- | ---------------- | --------------------------- |
| 1964               | Tokio (Japón)          | Medalla de plata | Persecución por equipos     |
| Campeonato Mundial |                        |                  |                             |
| Año                | Lugar                  | Medalla          | Competición                 |
| 1964               | París (Francia)        | Medalla de plata | Persecución por equipos (A) |
| 1965               | San Sebastián (España) | Medalla de plata | Persecución por equipos (A) |